# Odense Amtskreds
Odense Amtskreds var en valgkreds i Landsdel Øerne fra 1920 til 1970. I 1971 blev området en del af Fyns Amtskreds. Fra 2007 hører området til Fyns Storkreds.
Amtskredsen bestod af følgende opstillingskredse:
1. Odense Førstekreds.
2. Odense Andenkreds.
3. Kertemindekredsen.
4. Assenskredsen.
5. Middelfartkredsen.
6. Bogensekredsen.
7. Otterupkredsen.